# Tholymis tillarga
Tholymis tillarga är en trollsländeart som först beskrevs av Fabricius 1798.  Tholymis tillarga ingår i släktet Tholymis och familjen segeltrollsländor. IUCN kategoriserar arten globalt som livskraftig. Inga underarter finns listade i Catalogue of Life.

## Bildgalleri

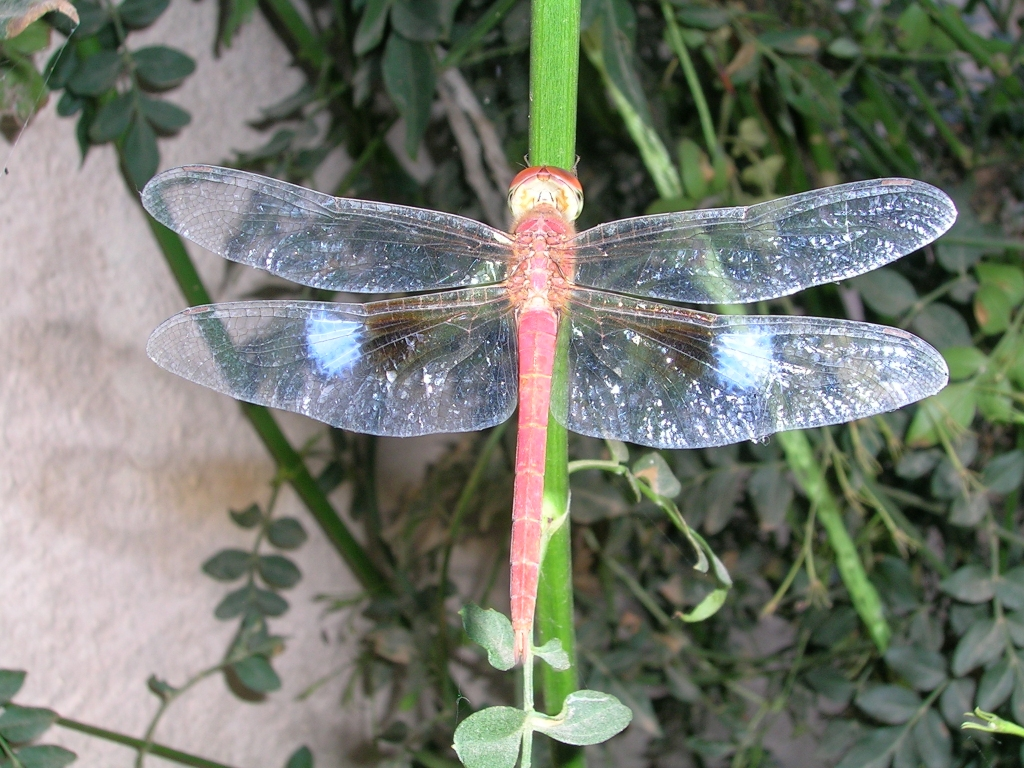
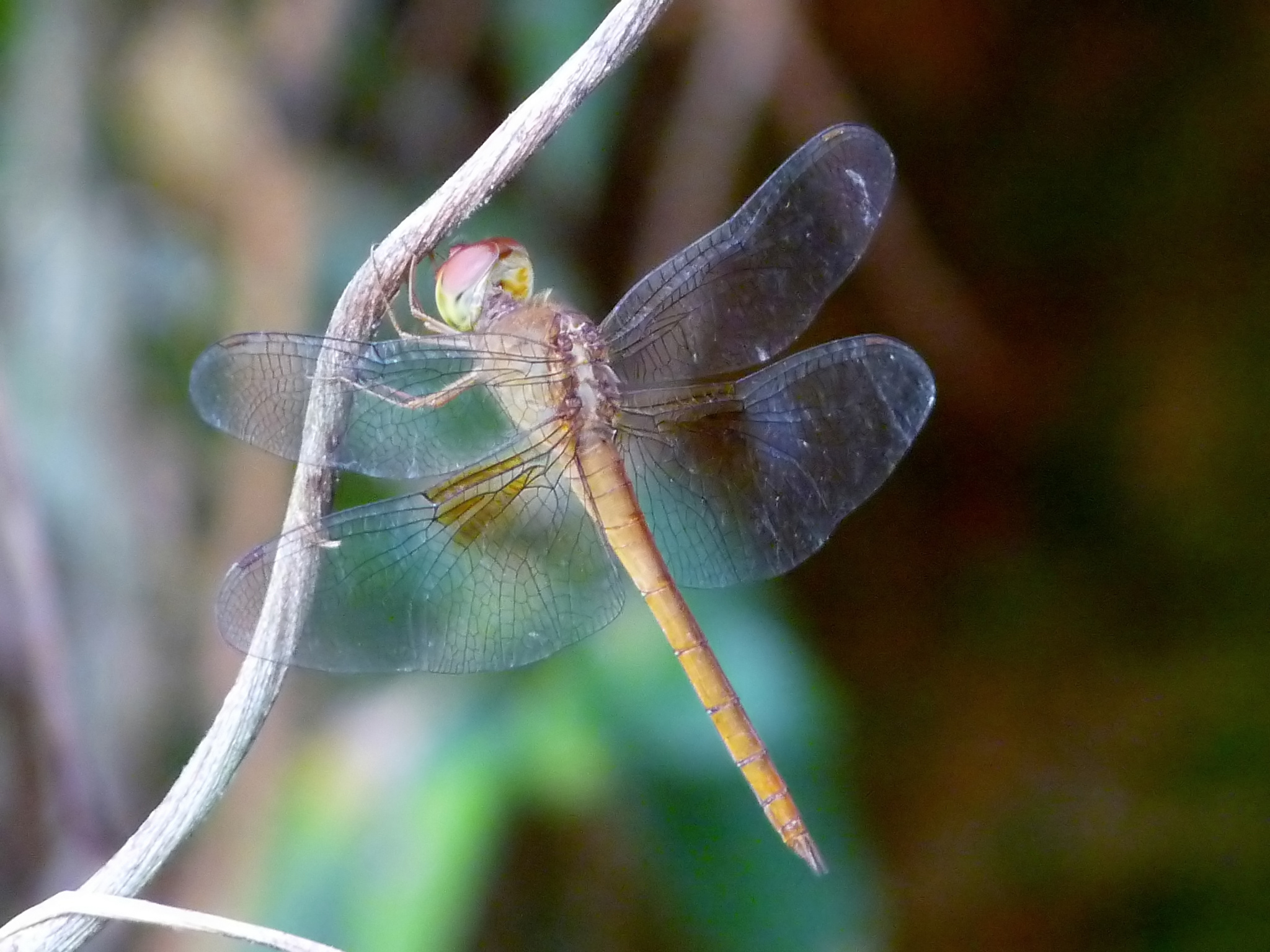
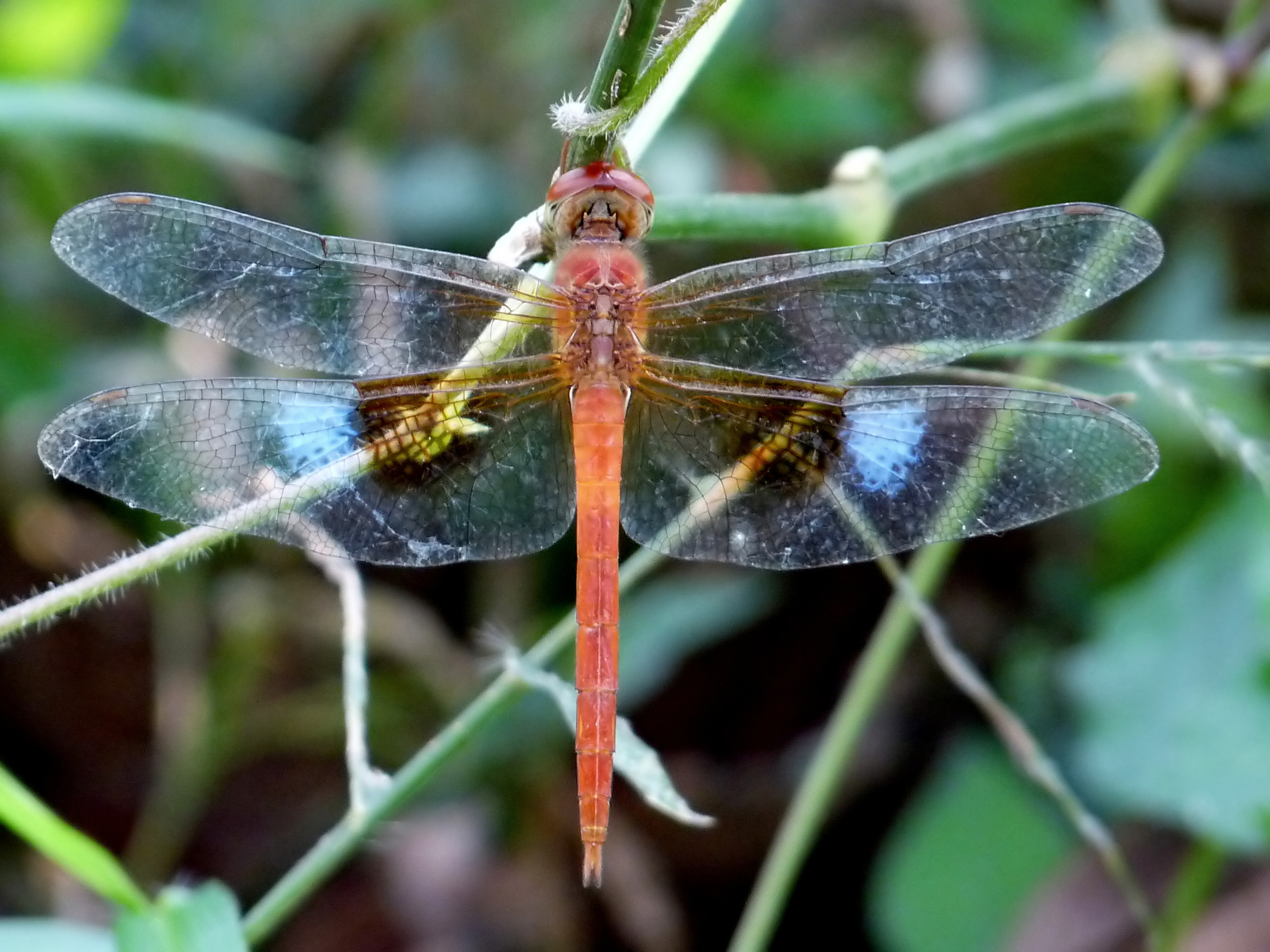